# پایگاه هوایی ناسوسنایا
پایگاه هوایی ناسوسنایا (به انگلیسی: Nasosnaya (air base)) یک فرودگاه نظامی است که یک باند فرود بتن دارد و طول باند آن ۲۵۰۵ متر است. این فرودگاه در کشور جمهوری آذربایجان قرار دارد و در ارتفاع -۴ متری از سطح دریا واقع شده‌است.